# Pyain
Pyain (birm. Pyain; ang. Pyay; hist. Prome, Pyi) – miasto w południowej Mjanmie, w prowincji Pegu na lewym brzegu Irawadi. Około 83 tys. mieszkańców.

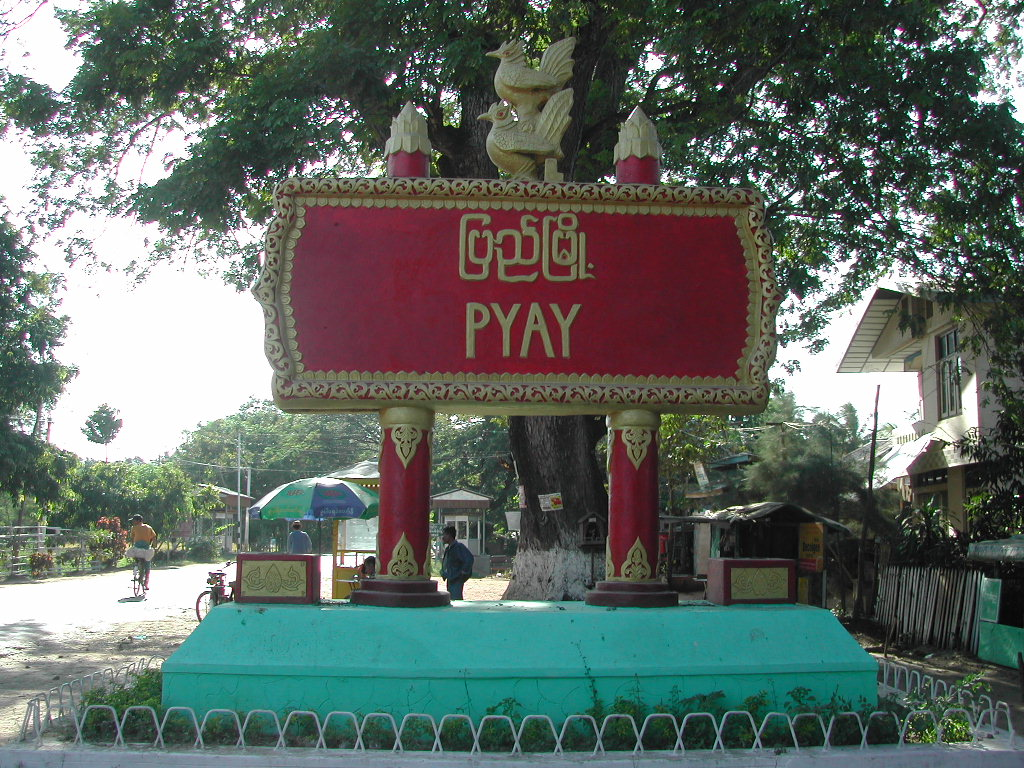
Tablica przy wjeździe do miasta